# Mein Herz brennt
Mein Herz brennt – singiel niemieckiego zespołu metalowego Rammstein wydany 7 grudnia 2012 roku, promujący kolekcję teledysków Videos 1995–2012. Sam utwór pochodzi z albumu Mutter z 2001 roku. Prace nad teledyskiem do utworu były wielokrotnie przerywane, wzięło w nich udział łącznie 2 reżyserów, w rezultacie powstały 2 teledyski: do wersji podstawowej utworu, którego autorem jest Zoran Bihać, wykonawca teledysków do „Links 2-3-4”, „Mein Teil” i „Rosenrot”, oraz do wersji klawiszowej, stworzony przez Eugenio Recuenco. Utwór wykorzystano w filmie Lilja 4-ever.

## Lista utworów
Limited Digipack Edition
1. „Mein Herz brennt” – Piano Version (4:31)
2. „Gib mir Deine Augen” (3:44)
3. „Mein Herz brennt” – Video Edit (4:18)
4. „Mein Herz brennt” – Boys Noize Remix (5:00)
5. „Mein Herz brennt” – Piano Version Instrumental (4:31)

Limited Vinyl Edition
1. „Mein Herz brennt” – Piano Version (4:31)
2. „Gib mir Deine Augen” (3:44)

iTunes Exclusive Edition
1. „Mein Herz brennt” – Piano Version (4:31)
2. „Gib mir deine Augen” (3:44)
3. „Mein Herz brennt” – Video Edit (4:18)
4. „Mein Herz brennt” – Boys Noize Remix (5:00)
5. „Mein Herz brennt” – Piano Instrumental (4:31)
6. „Mein Herz brennt” – Turntablerocker RMX (5:23)

## Daty premiery
- 7 grudnia 2012 – Niemcy, Szwajcaria, Finlandia, Szwecja
- 10 grudnia 2012 – Francja, Wielka Brytania
- 11 grudnia 2012 – Hiszpania
- 14 grudnia 2012 – Polska (digipack)
- 21 grudnia 2012 – Polska (winyl)

Premiery iTunes:
- 7 grudnia 2012, 10 grudnia 2012 – cały świat
- 11 grudnia 2012 – Stany Zjednoczone, Kanada[3]

## Listy przebojów
| Lista przebojów (2012) | Pozycja |
| ---------------------- | ------- |
| German Singles Chart   | 7       |
| Schweizer Hitparade    | 7       |
| Finnish Albums Chart   | 31      |
| Ultratop 50            | 77      |